# And You and I
And You and I è un singolo della progressive rock band inglese Yes, tratto dall'album Close to the Edge nel 1972 ed edito dalla Atlantic Records.
Alcuni frammenti del brano sono stati inseriti nella colonna sonora del film "Apollo 18", precisamente al minuto 00:13:21 e 01:08:50.
Il brano è composto di quattro parti:

## Parti
| Parte                     | Inizio | Durata |
| ------------------------- | ------ | ------ |
| Cord of Life              | 0:00   | 3:47   |
| Eclipse                   | 3:47   | 2:29   |
| The Preacher, the Teacher | 6:16   | 3:10   |
| Apocalypse                | 9:26   | 0:42   |